# Dobrogost z Kolna
Dobrogost z Kolna i Prusimia herbu Nałęcz (zm. w 1442/1443) – kasztelan kamieński w 1427 roku, starosta Babimostu w latach 1438–1440-(1442/1443), starosta Drahimia w 1422 roku, starosta Oborników w 1422 roku, starosta Pobiedzisk w 1433 roku.
Był uczestnikiem bitwy pod Dąbkami w 1431 roku.